# David G. Bromley
David G. Bromley (* 1941) je americký profesor sociologie na Virginia Commonwealth University. Většina jeho publikací se věnuje tématům kultů, nových náboženských hnutí a antikultovních hnutí. Roku 1963 obdržel titul B. A. ze sociologie na Colby College, poté pokračoval ve studiích na Dukeově univerzitě, které završil doktorským titulem. Na Virginia Commonwealth University působí od roku 1983.

## Odborná témata
Ve svém výzkumu se zaměřil mj. na bývalé členy náboženských společenství, tzv. apostaty - takto se v odborné literatuře označují ti, kdo se (v očích společenství) stanou jeho „nepřáteli“ a „bojují“ proti němu. Poukazuje na to, že jejich svědectví nemají být jediným zdrojem, pro možnost zkreslení vyvolaného jejich postojem a emocemi.